# Signalgate-Affäre
Die Signalgate-Affäre bezieht sich auf einen schwerwiegenden Sicherheitsvorfall zu Beginn der zweiten Präsidentschaft Donald Trumps, bei dem hochrangige Beamte der US-Regierung sensible militärische Pläne und vertrauliche Informationen über den Messenger-Dienst Signal austauschten. Da ein Journalist versehentlich zu einem Gruppenchat der Beamten hinzugefügt worden war, kam es zur Veröffentlichung dieser Informationen. Zudem nutzten die Beamten möglicherweise eine unsichere Drittanbieter-App, die anders als die Signal-App keine nachweislich sichere Ende-zu-Ende-Verschlüsselung bietet.

## Chronologie
- März 2025 (Zeitraum 11. bis 15. März): Hochrangige US-Regierungsbeamte, darunter der Vizepräsident J. D. Vance, Verteidigungsminister Pete Hegseth, der Nationale Sicherheitsberater Mike Waltz sowie John Ratcliffe und die Geheimdienstkoordinatorin Tulsi Gabbard, führten eine Gruppenkonversation über den Messenger-Dienst Signal. Die Gespräche drehten sich um bevorstehende Militäroperationen gegen die Huthi-Rebellen im Jemen unter dem Codenamen "Operation Rough Rider".[2][3]
- März 2025 (um den 24. März): Jeffrey Goldberg, Chefredakteur des Magazins "The Atlantic", wurde versehentlich zu diesem geheimen Gruppenchat hinzugefügt. Mike Waltz hatte versucht, Brian Hughes, den Sprecher des Nationalen Sicherheitsrates, hinzuzufügen, doch aufgrund einer Verwechslung im Adressbuch – Goldbergs Nummer war unter dem Kontakt von Brian Hughes gespeichert – landete Goldberg in dem Chat.[4]
- 24. März 2025: Goldberg veröffentlichte ein teilweise redigiertes Transkript des Chats in "The Atlantic", der die Brisanz der Konversationen offenbarte.[5] Der Sprecher des Nationalen Sicherheitsrates, Brian Hughes, bestätigte die Authentizität des Chats.[6]
- 25. März 2025: Nachdem andere Trump-Administrationsbeamte Goldbergs Charakterisierung der redigierten Abschnitte als wahrscheinlich klassifizierte Informationen bestritten, veröffentlichte "The Atlantic" das gesamte Transkript. Dieses enthielt detaillierte operative Informationen, darunter Zielinformationen, einzusetzende Waffensysteme und die Angriffssequenz.[7]
- Ende März 2025: Es stellte sich heraus, dass die beteiligten Beamten möglicherweise nicht die offizielle Signal-App, sondern einen unsicheren Drittanbieter-Klon namens "TM SGNL" nutzten. Dieser Klon, entwickelt von der israelischen Firma TeleMessage (später von Smarsh übernommen), war darauf ausgelegt, Nachrichten zur Compliance zu archivieren, was jedoch die Ende-zu-Ende-Verschlüsselung aufhob und die Nachrichten unverschlüsselt an externe Archivserver übertrug. Aufgrund dessen bestand die Möglichkeit des Drittzugriffs auf die ansonsten verschlüsselte Kommunikation.[8]
- Ende März 2025 (um den 26. März): Das Pentagon warnte, dass die Signal-App im Visier russischer Hacker sei und verwies auf gezielte Überwachungsaktivitäten russischer Hacker,[9] die von Google identifiziert wurden. Das Weiße Haus behauptete, dass keine Kriegspläne oder klassifizierte Informationen in der Gruppe geteilt wurden.[10]
- April 2025: Die Affäre löste erhebliche Kritik aus. Ehemalige Regierungsbeamte wie die Nationale Sicherheitsberaterin Susan Rice zeigten sich entsetzt über das "erschreckende Fehlverhalten". Präsident Trump spielte den Vorfall herunter, bezeichnete ihn als "Ausrutscher" und griff den Journalisten Goldberg verbal an.[11]
- 1. Mai 2025: Mike Waltz verlor infolge der Affäre seinen Posten als Nationaler Sicherheitsberater und wurde stattdessen zum UN-Botschafter nominiert. Verteidigungsminister Pete Hegseth, der ebenfalls am Chat beteiligt war, blieb jedoch im Amt, was zu weiteren Diskussionen führte.[12][13]
- 4. Mai 2025: Des Weiteren nutzten Mike Waltz und US-Behörden wie die Customs and Border Protection (CBP) einen Signal-Clone, TeleMessage, der Chats unverschlüsselt archivierte. Diese Chats wurden gehacked und in der Folge wurde die App TeleMessage abgeschaltet.[14][15]

Die "Signalgate-Affäre" verdeutlichte die schwerwiegenden Risiken, die entstehen, wenn hochrangige Regierungsbeamte nicht zugelassene Kommunikationsmittel für sensible Informationen nutzen und grundlegende digitale Sicherheitsprotokolle missachten. Sie zeigt auch, wie gefährlich es ist, wenn sensible Daten unverschlüsselt aufbewahrt werden.